# Goliath (pel·lícula)
Goliath és una pel·lícula francesa de 2022 coescrita i dirigida per Frédéric Tellier que relata una investigació sobre pesticides. Està especialment inspirada en els anomenats papers Monsanto i "fitxer Monsanto", que inclou l'agronegoci Monsanto Company i el seu herbicida a base de glifosat. La versió doblada al català es va estrenar el 9 de desembre de 2022.

## Repartiment
- Gilles Lellouche: Patrick
- Pierre Niney: Mathias
- Emmanuelle Bercot: France
- Laurent Stocker: Paul
- Yannick Renier: Zef
- Marie Gillain: Audrey
- Jacques Perrin: Vanec
- Malik Amraoui: Abel
- John Paval: Thomas Moore
- Chloé Stefani: Lucie
- Sébastien Fouillade: el director de comunicació[5]
- Brigitte Masure: la mare de la Margot, companya difunta de la Lucie[5]
- Jean-Pierre Igoux: el pare de la Margot
- Lorène Devienne: la periodista
- Josiane Pinson: la presidenta del tribunal
- Christian Gonon: el president de la Comissió de Tòxics
- Johann Cuny: l'organitzador d'esdeveniments
- Philippe Bertin: l'advocat Phytosanis
- Florence Muller: el segon de Vanec a la reunió
- Bruno Raffaelli: Claude Delahaye
- Emmanuel de Sablet: el primer ministre
- Françoise Lorente: la ministra d'Ecologia
- Serge Biavan: el ministre d'Agricultura